# Michael Foster
Sir Michael Foster KCB;FRS;VMH (Huntingdon, 8 de março de 1836 — Londres, 29 de janeiro de 1907) foi um fisiologista que se destacou na organização da Biological School da Universidade de Cambridge e como secretário da Royal Society. Também se distinguiu como botânico, descrevendo várias espécies do género Iris. Representou a Universidade de Londres no Parlamento Britânico

## Biografia
Foster nasceu em Huntingdon, Huntingdonshire, filho de Michael Foster, FRCS. Foi educado na Huntingdon Grammar School e depois na University College School de Londres. Depois de se formar em Medicina em 1859, começou a praticar na sua cidade natal, mas em 1867 retornou para Londres como professor de Fisiologia prática no University College London, onde dois anos depois se tornou professor. Em 1870 foi escolhido pelo Trinity College, Cambridge, para seu cargo de prelector em Fisiologia, e treze anos depois tornou-se no primeiro ocupante da recém-criada cadeira de Fisiologia daquela Universidade, mantendo-a até 1903. Um de seus alunos mais famosos em Cambridge foi Charles Scott Sherrington, que ganhou o Prémio Nobel de Fisiologia ou Medicina em 1932.
Casou em 1864 com Georgina Edmonds, filha de Cyrus Read Edmonds. Após a morte da esposa em 1869, casou em segundas núpcias, em 1872, com Margaret Rust, filha de George Rust, JP, de Huntingdon. Morava na Nine Wells House, Great Shelford, Gog Magog Hills, frente ao seu amigo e colega fisiologista W H Gaskell.
Destacou-se como professor e administrador, tendo uma participação muito grande na organização e desenvolvimento da Escola de Biologia da Universidade de Cambridge. De 1881 a 1903 foi um dos secretários da Royal Society e, nessa qualidade, exerceu uma ampla influência no estudo da biologia na Grã-Bretanha. Em 1899 foi criado cavaleiro comandante da Ordem do Banho (KCB).
Foi escolhido para presidir à reunião da British Science Association realizada em Dover em setembro de 1899.
Foster foi eleito para representar o círculo eleitoral da University of London no Parlamento numa eleição intercalar realizada em fevereiro de 1900, sendo reeleito, sem oposição, nas eleições gerais realizadas no final do mesmo ano. No Parlamento integrou-se no grupo do Partido Liberal Unionista, embora a sua ação política não fosse ditada por considerações partidárias, tendo gravitado em direção ao Liberalismo. Não desempenhou qualquer papel proeminente no Parlamento e indicou o desejo de renunciar ao lugar em 1902, mas permaneceu até à eleições gerais de 1906, nas quais se candidatou à reeleição, mas foi derrotado.
Foi co-editor com E. Ray Lankester da obra The Scientific Memoirs of Thomas Henry Huxley. A sua principal obra é o manual intitulado Textbook of Physiology (1876), que se tornou um manual padrão no ensino universitário da Fisiologia, e Lectures on the History of Physiology during the 16th, 17th and 18th Centuries (1901), que consistia no resumo das palestras ministradas na Cooper Medical College, de San Francisco, em 1900. Foi eleito membro da American Philosophical Society em 1902.
Foster tinha como passatempo a cultura e o estudo das plantas ornamentais do género Iris, sendo o autor do nome binomial de várias espécies. Uma das muitas espécies de Iris por ele introduzidas no Reino Unido e descritas é a Iris lineata Foster ex Regel que foi originalmente descrita e publicada em Gartenflora (1887), e depois citada no Curtis's Botanical Magazine (1888). O seu nome serviu de epónimo para a espécie Iris fosteriana, assim designada em sua homenagem por Aitchison, em 1881.
A British Iris Society reconheceu suas contribuições significativas com a introdução da Foster Memorial Plaque em 1926. Esta é uma medalha feita de prata de lei, marcada pela Toye & Co., de Londres, com um lado fundido em baixo relevo com um retrato oval de Foster, dentro de uma base de Íris, com uma faixa acima com a inscrição In Memory Sir Michael Foster 1836-1907. O outro lado contém o nome do vencedor do prémio. Os primeiros premiados incluíram, em 1927, George Yeld VMH, o americano John Wister e o francês Seraphin Mottet. Em 1936 foi concedido ao pintor William Caparne. Este prémio continuou a ser concedido no século XXI.
Faleceu vítima de morte súbita em Londres, no ano de 1907.